# Sport-Gemeinschaft Union Solingen 97 1980-1981
Questa voce raccoglie le informazioni riguardanti la Sport-Gemeinschaft Union Solingen 97 nelle competizioni ufficiali della stagione 1980-1981.

## Stagione
Nella stagione 1980-1981 l'Union Solingen, allenato da Horst Franz, Gerhard Prokop e Frank Herbeling, concluse il campionato di 2. Bundesliga al 7º posto. In Coppa di Germania l'Union Solingen fu eliminato al secondo turno dal Rot-Weiss Francoforte.

## Rosa
| N. |                     | Ruolo | Calciatore             |
| -- | ------------------- | ----- | ---------------------- |
|    | Germania (bandiera) | P     | Helmut Pabst           |
|    | Germania (bandiera) | P     | Dieter Schlosser       |
|    | Germania (bandiera) | D     | Klaus-Dieter Dieckmann |
|    | Germania (bandiera) | D     | Jürgen Elm             |
|    | Germania (bandiera) | D     | Wolfgang Fabian        |
|    | Germania (bandiera) | D     | Willi Göddertz         |
|    | Germania (bandiera) | D     | Sieghard Heise         |
|    | Germania (bandiera) | D     | Dirk Hupe              |
|    | Germania (bandiera) | C     | Günter Diekmann        |
|    | Germania (bandiera) | C     | Udo Dornhaus           |

| N. |                     | Ruolo | Calciatore       |
| -- | ------------------- | ----- | ---------------- |
|    | Germania (bandiera) | C     | Bernd Elfering   |
|    | Serbia (bandiera)   | C     | Vojin Jovanovic  |
|    | Germania (bandiera) | C     | Wolfgang Krüger  |
|    | Germania (bandiera) | C     | Reinhold Metzger |
|    | Germania (bandiera) | C     | Karl Plavic      |
|    | Germania (bandiera) | C     | Wilfried Seegler |
|    | Germania (bandiera) | A     | Joachim Dzieciol |
|    | Germania (bandiera) | A     | Frank Kremer     |
|    | Germania (bandiera) | A     | Bernd Krumbein   |
|    | Germania (bandiera) | A     | Werner Lenz      |

## Organigramma societario
Area tecnica
- Allenatore: Frank Herbeling
- Allenatore in seconda:
- Preparatore dei portieri:
- Preparatori atletici:

## Calciomercato

### Sessione estiva
| Acquisti | Acquisti         | Acquisti     | Acquisti |
| R.       | Nome             | da           | Modalità |
| -------- | ---------------- | ------------ | -------- |
| A        | Bernd Krumbein   | OSV Hannover |          |
| C        | Reinhold Metzger | Würzburg     |          |
| P        | Dieter Schlosser | Wuppertal    |          |

| Cessioni | Cessioni | Cessioni | Cessioni |
| R.       | Nome     | a        | Modalità |
| -------- | -------- | -------- | -------- |

### Sessione invernale
| Acquisti | Acquisti | Acquisti | Acquisti |
| R.       | Nome     | da       | Modalità |
| -------- | -------- | -------- | -------- |

| Cessioni | Cessioni | Cessioni | Cessioni |
| R.       | Nome     | a        | Modalità |
| -------- | -------- | -------- | -------- |

## Risultati

### 2. Bundesliga

#### Girone di andata
| Arbitro: | Fiene |

|                     |           |          |
| Fos 21’ Mödrath 52’ | Marcatori | 22’ Lenz |

| Arbitro: | Wichmann |

|              |           |  |
| Dzieciol 76’ | Marcatori |  |

| Arbitro: | Gabor |

|                |           |             |
| Tripbacher 74’ | Marcatori | 10’ Metzger |

| Arbitro: | Schütte |

|            |           |  |
| Kremer 89’ | Marcatori |  |

| Arbitro: | Prinz |

|                               |           |          |
| Brexendorf 3’ Witt 36’ (rig.) | Marcatori | 42’ Lenz |

| Arbitro: | Kautschor |

|                           |           |  |
| Lenz 12’, 70’ Seegler 22’ | Marcatori |  |

| Arbitro: | Stark |

|                                                      |           |                 |
| Metzger 20’, 62’ Seegler 43’, 66’ Hupe 64’ Heise 76’ | Marcatori | 60’, 90’ Wolter |

| Arbitro: | Roth |

|                        |           |                  |
| Eickels 30’ Kramer 50’ | Marcatori | 37’, 75’ Seegler |

| Arbitro: | Kespohl |

|            |           |                              |
| Krüger 75’ | Marcatori | 1’ Remark 59’, 62’ Killmaier |

| Arbitro: | Assenmacher |

|                        |           |  |
| Mill 38’ Meininger 46’ | Marcatori |  |

| Solingen 30 settembre 1980 11ª giornata | Union Solingen | 0 – 0 referto | Herford | Stadion am Hermann-Löns-Weg (1 500 spett.)\| Arbitro: \| Schön \| |
| Arbitro:                                | Schön          |               |         |                                                                   |

| Arbitro: | Ohmsen |

|                             |           |  |
| Meier 37’ Möhlmann 69’, 85’ | Marcatori |  |

| Arbitro: | Heitmann |

|                   |           |  |
| Hupe 59’ Lenz 71’ | Marcatori |  |

| Arbitro: | Holzweißig |

|                                  |           |                                   |
| Kleppinger 63’ (rig.) Mrosko 74’ | Marcatori | 14’ Lenz 60’ Seegler 82’ Dzieciol |

| Arbitro: | Prinz |

|                        |           |             |
| Lenz 16’ Dieckmann 50’ | Marcatori | 30’ Reiners |

| Arbitro: | Möller |

|                       |           |  |
| Feilzer 48’ Fagot 75’ | Marcatori |  |

| Arbitro: | Filipiak |

|                                                       |           |  |
| Lenz 10’ Hupe 22’ Seegler 66’ Krüger 72’ Krumbein 78’ | Marcatori |  |

| Arbitro: | Nolte |

|                |           |                           |
| Roeloffzen 64’ | Marcatori | 55’ Krumbein 88’ Göddertz |

| Arbitro: | Waltert |

|                   |           |           |
| Hupe 47’ Lenz 62’ | Marcatori | 73’ Vogel |

| Arbitro: | Uhlig |

|                         |           |                    |
| Ohling 55’ Hoormann 79’ | Marcatori | 16’ Hupe 29’ Heise |

| Arbitro: | Risse |

|                                      |           |                   |
| Seegler 70’ (rig.) Hupe 80’ Lenz 82’ | Marcatori | 68’ (rig.) Segler |

#### Girone di ritorno
| Arbitro: | Wahmann |

|          |           |             |
| Lenz 32’ | Marcatori | 83’ Mödrath |

| Arbitro: | Kespohl |

|                                          |           |             |
| Thomas 38’ (rig.) Runge 59’ Bertrams 76’ | Marcatori | 4’ Krumbein |

| Arbitro: | Uhlig |

|                           |           |  |
| Diekmann 61’ Krumbein 79’ | Marcatori |  |

| Arbitro: | Teichert |

|                                                       |           |                        |
| Lenz 7’, 39’, 44’, 56’ Metzger 74’ Seegler 76’ (rig.) | Marcatori | 45’ Ohling 72’ Poesger |

| Arbitro: | Fiene |

|                      |           |  |
| Segler 8’ Hermes 70’ | Marcatori |  |

| Hannover 14 febbraio 1981 27ª giornata | OSV Hannover | 0 – 0 referto | Union Solingen | Oststadtstadion (400 spett.)\| Arbitro: \| Barnick \| |
| Arbitro:                               | Barnick      |               |                |                                                       |

| Arbitro: | Milkert |

|                      |           |                       |
| Snater 37’ Krech 38’ | Marcatori | 23’ Lenz 51’ Krumbein |

| Arbitro: | Kohnen |

|            |           |              |
| Fabian 67’ | Marcatori | 87’ Füllborn |

| Arbitro: | Redelfs |

|                                            |           |                        |
| Killmaier 11’ Okudera 46’, 90’ Dickert 48’ | Marcatori | 6’ Krüger 22’ Krumbein |

| Arbitro: | Gabor |

|                            |           |                              |
| Lenz 24’ Krumbein 38’, 78’ | Marcatori | 36’ (rig.) Kremers 85’ Bugla |

| Arbitro: | Kautschor |

|             |           |                    |
| Pallaks 26’ | Marcatori | 60’ (aut.) Bittorf |

| Arbitro: | Gabor |

|                          |           |                                          |
| Krumbein 28’ Seegler 45’ | Marcatori | 14’ Kostedde 29’ Reinders 70’, 71’ Meier |

| Arbitro: | Wippker |

|             |           |                      |
| Hadifar 12’ | Marcatori | 26’ Elm 87’ Krumbein |

| Arbitro: | Fiene |

|              |           |            |
| Krumbein 10’ | Marcatori | 31’ Mrosko |

| Arbitro: | Zittrich |

|                     |           |             |
| Henke 6’ Kunkel 40’ | Marcatori | 43’ Seegler |

| Arbitro: | Wichmann |

|                      |           |                |
| Hupe 62’ Metzger 73’ | Marcatori | 78’ Hochheimer |

| Arbitro: | Stark |

|  |           |          |
|  | Marcatori | 43’ Hupe |

| Arbitro: | Burgers |

|                             |           |              |
| Lenz 18’ Seegler 37’ (rig.) | Marcatori | 17’ Sprenger |

| Arbitro: | Retzmann |

|            |           |                      |
| Malura 81’ | Marcatori | 49’ Lenz 55’ Seegler |

| Arbitro: | Holzweißig |

|                                |           |               |
| Krumbein 8’, 80’, 88’ Lenz 11’ | Marcatori | 13’ Wendlandt |

| Arbitro: | Malbranc |

|                                  |           |                                 |
| Pache 24’, 65’, 89’ Wittkamp 42’ | Marcatori | 50’ Diekmann 66’ (rig.) Seegler |

### Coppa di Germania
| Celle 31 agosto 1980 Primo turno | TuS Celle  | 0 – 0 (d.t.s.) referto | Union Solingen | Günther-Volker-Stadion (2 500 spett.)\| Arbitro: \| Eschenbach \| |
| Arbitro:                         | Eschenbach |                        |                |                                                                   |

| Arbitro: | Prinz |

|                                                      |           |  |
| Kremer 15’, 66’ Seegler 32’ (rig.) Göddertz 70’, 75’ | Marcatori |  |

| Arbitro: | Milkert |

|              |           |                          |
| Diekmann 18’ | Marcatori | 20’ Schäfer 41’ Bachmann |

## Statistiche

### Statistiche di squadra
| Competizione      | Punti | In casa | In casa | In casa | In casa | In casa | In casa | In trasferta | In trasferta | In trasferta | In trasferta | In trasferta | In trasferta | Totale | Totale | Totale | Totale | Totale | Totale | DR  |
| Competizione      | Punti | G       | V       | N       | P       | Gf      | Gs      | G            | V            | N            | P            | Gf           | Gs           | G      | V      | N      | P      | Gf     | Gs     | DR  |
| ----------------- | ----- | ------- | ------- | ------- | ------- | ------- | ------- | ------------ | ------------ | ------------ | ------------ | ------------ | ------------ | ------ | ------ | ------ | ------ | ------ | ------ | --- |
| 2. Bundesliga     | 50    | 21      | 15      | 4       | 2       | 50      | 22      | 21           | 5            | 6            | 10           | 26           | 39           | 42     | 20     | 10     | 12     | 76     | 61     | +15 |
| Coppa di Germania | -     | 2       | 1       | 0       | 1       | 6       | 2       | 1            | 0            | 1            | 0            | 0            | 0            | 3      | 1      | 1      | 1      | 6      | 2      | +4  |
| Totale            | 50    | 23      | 16      | 4       | 3       | 56      | 24      | 22           | 5            | 7            | 10           | 26           | 39           | 45     | 21     | 11     | 13     | 82     | 63     | +19 |

### Andamento in campionato
| Giornata  | 1  | 2  | 3 | 4 | 5  | 6 | 7 | 8 | 9 | 10 | 11 | 12 | 13 | 14 | 15 | 16 | 17 | 18 | 19 | 20 | 21 | 22 | 23 | 24 | 25 | 26 | 27 | 28 | 29 | 30 | 31 | 32 | 33 | 34 | 35 | 36 | 37 | 38 | 39 | 40 | 41 | 42 |
| --------- | -- | -- | - | - | -- | - | - | - | - | -- | -- | -- | -- | -- | -- | -- | -- | -- | -- | -- | -- | -- | -- | -- | -- | -- | -- | -- | -- | -- | -- | -- | -- | -- | -- | -- | -- | -- | -- | -- | -- | -- |
| Luogo     | T  | C  | T | C | T  | C | C | T | C | T  | C  | T  | C  | T  | C  | T  | C  | T  | C  | T  | C  | C  | T  | C  | C  | T  | T  | T  | C  | T  | C  | T  | C  | T  | C  | T  | C  | T  | C  | T  | C  | T  |
| Risultato | P  | V  | N | V | P  | V | V | N | P | P  | N  | P  | V  | V  | V  | P  | V  | V  | V  | N  | V  | N  | P  | V  | V  | P  | N  | N  | N  | P  | V  | N  | P  | V  | N  | P  | V  | V  | V  | V  | V  | P  |
| Posizione | 14 | 11 | 9 | 8 | 11 | 7 | 5 | 7 | 9 | 11 | 10 | 11 | 10 | 9  | 9  | 9  | 8  | 8  | 7  | 7  | 8  | 8  | 8  | 8  | 8  | 8  | 8  | 8  | 8  | 8  | 8  | 8  | 8  | 8  | 9  | 9  | 8  | 8  | 7  | 7  | 7  | 7  |

Legenda:

Luogo: C = Casa; T = Trasferta. Risultato: V = Vittoria; N = Pareggio; P = Sconfitta.

### Statistiche dei giocatori
| Giocatore    | 2. Bundesliga | 2. Bundesliga | 2. Bundesliga | 2. Bundesliga | Coppa di Germania | Coppa di Germania | Coppa di Germania | Coppa di Germania | Totale   | Totale | Totale      | Totale     |
| Giocatore    | Presenze      | Reti          | Ammonizioni   | Espulsioni    | Presenze          | Reti              | Ammonizioni       | Espulsioni        | Presenze | Reti   | Ammonizioni | Espulsioni |
| ------------ | ------------- | ------------- | ------------- | ------------- | ----------------- | ----------------- | ----------------- | ----------------- | -------- | ------ | ----------- | ---------- |
| K. Dieckmann | 14            | 1             | 3             | 0             | 1                 | 0                 | 0                 | 0                 | 15       | 1      | 3           | 0          |
| G. Diekmann  | 34            | 2             | 3             | 0             | 3                 | 1                 | 1                 | 0                 | 37       | 3      | 4           | 0          |
| U. Dornhaus  | 5             | 0             | 0             | 0             | 3                 | 0                 | 0                 | 0                 | 8        | 0      | 0           | 0          |
| J. Dzieciol  | 40            | 2             | 0             | 0             | 1                 | 0                 | 0                 | 0                 | 41       | 2      | 0           | 0          |
| B. Elfering  | 26            | 0             | 2             | 0             | 2                 | 0                 | 0                 | 0                 | 28       | 0      | 2           | 0          |
| J. Elm       | 38            | 1             | 1             | 0             | 1                 | 0                 | 0                 | 0                 | 39       | 1      | 1           | 0          |
| W. Fabian    | 19            | 1             | 0             | 0             | 3                 | 0                 | 0                 | 0                 | 22       | 1      | 0           | 0          |
| W. Göddertz  | 33            | 1             | 5             | 0             | 2                 | 2                 | 0                 | 0                 | 35       | 3      | 5           | 0          |
| S. Heise     | 38            | 2             | 10            | 0             | 3                 | 0                 | 0                 | 0                 | 41       | 2      | 10          | 0          |
| D. Hupe      | 42            | 8             | 3             | 0             | 3                 | 0                 | 0                 | 0                 | 45       | 8      | 3           | 0          |
| V. Jovanovic | 14            | 0             | 1             | 0             | 0                 | 0                 | 0                 | 0                 | 14       | 0      | 1           | 0          |
| F. Kremer    | 7             | 1             | 1             | 0             | 3                 | 2                 | 0                 | 0                 | 10       | 3      | 1           | 0          |
| B. Krumbein  | 25            | 14            | 2             | 0             | 0                 | 0                 | 0                 | 0                 | 25       | 14     | 2           | 0          |
| W. Krüger    | 39            | 3             | 9             | 0             | 1                 | 0                 | 0                 | 0                 | 40       | 3      | 9           | 0          |
| W. Lenz      | 37            | 20            | 4             | 0             | 1                 | 0                 | 0                 | 0                 | 38       | 20     | 4           | 0          |
| R. Metzger   | 37            | 5             | 2             | 0             | 3                 | 0                 | 1                 | 0                 | 40       | 5      | 3           | 0          |
| H. Pabst     | 38            | 0             | 1             | 0             | 1                 | 0                 | 0                 | 0                 | 39       | 0      | 1           | 0          |
| K. Plavic    | 3             | 0             | 0             | 0             | 2                 | 0                 | 0                 | 0                 | 5        | 0      | 0           | 0          |
| D. Schlosser | 4             | 0             | 0             | 0             | 2                 | 0                 | 0                 | 0                 | 6        | 0      | 0           | 0          |
| W. Seegler   | 37            | 14            | 1             | 0             | 3                 | 1                 | 0                 | 0                 | 40       | 15     | 1           | 0          |